# A fiya del xastre
A fiya del xastre (en castellano la hija del sastre) es un cortometraje de 2011. Se trata del primer filme de ficción que se rueda en gallego-asturiano. Fue dirigido por Marisa López Dice en algunos lugares del concejo de Grandas de Salime.

## Argumento

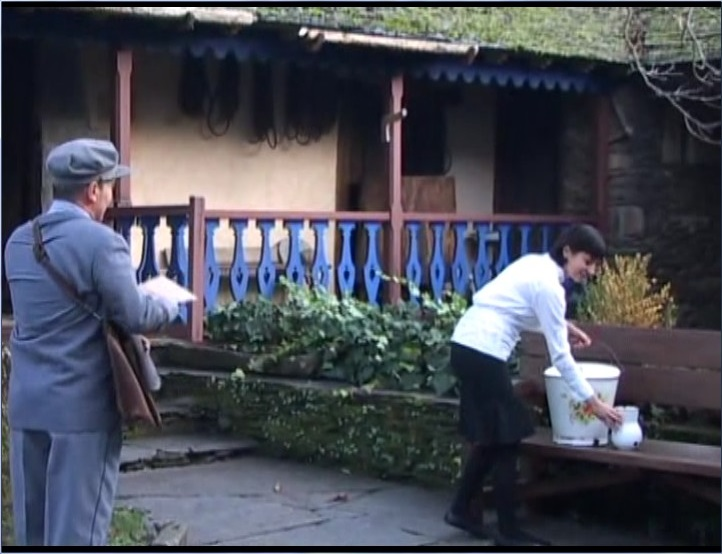
Fotograma del cortometraje A fiya del xastre

Cuenta la historia de una costurera que esconde en las prendas que elabora unas ramitas de hierbas con las que conjurar la buena suerte y hacer realidad los deseos de la gente. En una ocasión guarece a un joven sin sitio donde pasar la noche y le teje una chaqueta con una de esas ramitas. Al día siguiente se da a conocer la noticia de que la Guardia Civil anda a la busca de un varón huido. Pasados algunos años, la costurera recibe un día una carta con una sola palabra, "gracias".

## Guion
El guion de A fiya del xastre se inspira en el relato de igual título ganador del Premio Xeira 2007 de narraciones breves.

## Reparto
- Elsa Pérez García: Hija del sastre
- Jose Alberto R. Andreolotti: Sastre
- Rodrigo Pérez González: Cánaba del sastre 1, cartero
- Lucía Sánchez García-Conde: Cánaba del sastre 2
- María Luisa Rodríguez Álvarez: Cánaba del sastre 3, Balbina
- Luis M. Suárez: Forastero
- Elena Pérez González: Cánaba de la tienda
- Avelino López Ledo: Cánaba del barbero
- Marisa López Dice: Narrador

## Premios
- Premio del público en el I Certamen de cortometrajes sobre cine rural en Saldaña (Palencia).[2]
- Premio al mejor corto rodado en Asturias “Ribadedeva en Corto” (2014).[2]

## Edición en DVD
A fiya del xastre se ha publicado en DVD en la muestra Espiga 2012 editada por Gonzali Producciones.